# Badea
Badea ist ein rumänischer, männlicher und weiblicher Vorname und Familienname.

## Namensträger

### Familienname
- Alexandru Badea (1938–1986), rumänischer Fußballspieler
- Badea Cârțan (Gheorghe Cârţan; 1849–1911), rumänischer Schäfer
- Bela Badea (* 1969), rumänischer Schachspieler
- Gabriel Badea-Păun (* 1973), rumänischer Kunsthistoriker
- Ioana Badea (* 1964), rumänische Ruderin
- Ionuț Badea (* 1975), rumänischer Fußballspieler und -trainer
- Laura Badea-Cârlescu (* 1970), rumänische Fechterin und Olympiasiegerin
- Pavel Badea (* 1967), rumänischer Fußballspieler
- Valentin Badea (* 1982), rumänischer Fußballspieler